# Кубб
Кубб — игра на свежем воздухе, несколько напоминающая городки. Иногда её называют «Шведскими городками», так как игра происходит с острова Готланд, Швеция. В отличие от «городков», игра ведётся двумя командами, на одном поле, друг против друга. Команды по очереди пытаются сбить фигуры на стороне противника, имея на это по шесть попыток в каждой атаке. Этот процесс сопровождается некоторыми ограничениями и правилами, касающимися техники броска при выбивании, очерёдности выбивания разных по достоинству фигур и др.
Игра не вызывает сложности даже у детей и стариков. Поединок профессионалов по накалу может сравниться с шахматной партией, поэтому в Европе игра имеет второе название Viking chess[прояснить] («шахматы викингов»).
Газон, грунт, асфальт, песок и даже укатанный снег — любое из этих покрытий подходит для игры в кубб.  Простота элементов игры позволяет изготовить набор самостоятельно. 

## История
Хотя широко распространено мнение о том, что корни игры кубб уходят в глубокую древность, в эпоху викингов, на этот счёт имеется множество версий и предположений, не всегда лишённых оснований, но они не достаточно серьёзны, чтобы утверждать что-то наверняка. Например, упоминания об этой игре нет в перечне традиционных игр Готланда (Föreningen Gutnisk Idrott), составленном в 1912 году. Существует упоминание о проведённом в начале XX века матче игры с таким названием, но насколько правила той игры соответствуют описанным в этой статье — неизвестно. Достоверно история кубб ведёт отсчёт с 1990 года, от начала коммерческого выпуска варианта игры, а по-настоящему популярной она начала становиться после проведения первого чемпионата в Готланде в 1995 году. А пока факт принадлежности именно этого кубба культуре викингов остаётся удачным приёмом, повышающим продажи в скандинавских странах.

## Подготовка

### Игровой инвентарь
4 колышка разметки (30×2×2 см, заострённые с одного конца) — с их помощью отмечаются габариты поля.
6 бит (30×4,4 см) — как и в городках, они используются для выбивания фигур в поле, только техника броска несколько иная.
10 маленьких куббов (15×7×7 см) — самая активная фигура в игре. В начале их по пять у каждой команды. В процессе игры команды стараются выбить их на стороне соперника, используя биты.
1 большой кубб — король (30×9×9 см, часто украшается короной и фигурными вырезами) — Свержение короля является целью всей игры.
Варианты комплектации
Иногда используется тонкая лента, для более чёткой маркировки границ поля. Также в комплекте может идти дополнительная пара колышков, для обозначения центральной линии.

### Количество игроков
В официальных играх используются варианты 1×1 и 2×2, в неформальной обстановке так же часто используются варианты 3×3 и 6×6. Учитывая тот факт, что согласно правилам в одной атаке команда получает 6 бросков, при таком соотношении участников биты можно поровну распределить между всеми игроками.
Также кубб имеет такую необычную особенность для спортивных игр, как возможность играть неравными составами. Так, собирая компанию для игр в кубб, не стоит переживать, чтобы число участников было чётным, даже при 3×4 никто не выпадет из компании.

### Игровое поле

#### Размер
Стандартная величина игрового поля, используемое во время международных соревнований, 5×8 метров.
Но во время проведения неформальных матчей, если вы играете в семейном кругу, или играют дети, или вы играете в первый раз, поле стоит уменьшить. Размер может быть 7×5 м, 5×2 м или любой свой на глаз. Также, в сторону увеличения, это может быть 10×6 м или 15×7 м, если вы чувствуете, что вы и ваш соперник к этому готовы. Размер поля должен всегда варьироваться и соответствовать уровню игроков, от этого игровой процесс только выиграет.

#### Разметка
После того, как игроки определились с размером, они отмечают углы прямоугольного поля с помощью 4 колышков (1). Игровое поле имеет боковые линии (2), они длиннее, и базовые линии (3, 4), они короче, а также центральную линию, проводимую параллельно базовым точно между ними, она разделяет поле на две половины — игровые зоны (5, 6) соперников. Отмечают центральную линию позже, установив на ней одну из фигур.
Так в начале игры каждая команда получает в своё распоряжение базовую линию и игровую зону.

#### Стартовая расстановка фигур
По двум базовым линиям, от колышка до колышка на равном расстоянии друг от друга выставляются маленькие куббы «викинги» (7), по пять на каждой стороне. Большой кубб «король» (8), устанавливается в самом центре, он определяет центральную линию, которая делит поле на игровые зоны соперников.
В случае, когда играют неравные соперники, например, взрослый против ребёнка, разницу в уровне игроков можно компенсировать установив большой кубб ближе к базовой линии более слабого, это даст ему небольшое преимущество.

## Правила. Ход игры

### Броски в кубб

#### Техника броска биты
Игрок держит биту за один из концов, его рука, вытянутая вниз, оттягивается немного назад для замаха и, не отклоняясь в стороны, движется вперёд, подмышкой, торцом в направлении цели попадания, выбрасывается с небольшим обратным кручением или без него. Варианты с замахом сверху, кручением типа «вертолёт», «пропеллер», бросок биты боком, и любой другой варианты недопустимы. Если в результате броска игрок сделали шаг или подпрыгнули, не страшно, главное, чтобы в момент, когда бита покидает руку, он стоял на площадке.

#### Техника броска кубба
Техника броска кубба, в целом схожа с техникой броска биты, бросок также должен быть выполнен из подмышки, разница лишь в том, что кубб можно держать как угодно и придавать ему какое угодно вращение.

### Начало игры
Первоначально соперники разыгрывают право первого хода. Если в команде больше одного игрока, они должны решить, кто из них выполнит эту процедуру.
Оба игрока заняв позицию на своей базовой линии, одновременно бросают биту, и тот, чья бита упала ближе к королю, не касаясь его, добывает для своей команды право атаковать первыми. Тот игрок, чья бита в процессе розыгрыша всё-таки коснулась короля, автоматически теряет право первого хода; если оба игрока коснулись, процедура повторяется.

### Достоинство фигур
Фигуры, участвующие в игре, разделяют по достоинству на три уровня.
Достоинство фигур определяет очерёдность, правилами которой игрок должен руководствоваться выбирая цели. То есть фигуры более высшего номинала не могут быть атакованы, пока не выбиты фигуры более низшего.
Полевой кубб «Перебежчик» (низший номинал) — куббы, находящиеся в поле, между базовыми линиями соперников (но не на них). Сбиваются в первую очередь.
Базовый кубб «Викинг» (средний номинал) — куббы, находящиеся на базовых линиях. Атакуются только при отсутствии полевых куббов в игровой зоне соперника. Если базовый кубб был сбит случайно, не в свою очередь, его следует вернуть на своё место в вертикальное положение.
Большой кубб «Король» (высший номинал) — находится в центре поля, точно между базовыми линиями соперников. Атакуется последним, только если все полевые и базовые куббы соперника сбиты. Если король сбит случайно, не в свою очередь, атакующая команда получает поражение.
Маленькие куббы в процессе игры могут менять свой номинал попадая в поле, большой кубб — король, всегда имеет высший номинал.

### Основные этапы игры
Игра потенциально делится на 3 фазы (не считая спора за первый ход):
1. атака — 6 попыток сбить куббы на стороне соперника,
2. вбрасывание — сбор поверженных куббов в своей зоне и вбрасывание их в игровую зону соперника,
3. выставление вброшенных кубов, то есть перевод их в вертикальное положение, командой в зону которой было совершено вбрасывание.

Дальше атака переходит другой команде, и все повторяется, пока один из оппонентов не одержит победу.
Вторая и третья фаза могут выпадать, если игрок не выбил ни одного кубба за всю атаку.

#### Атака
После того, как было решено, кто начнёт первым, команда, получившая это право, распределяет биты между её участниками.
Атакующий занимает позицию у линии броска и, используя оригинальную технику, старается сбить куббы на стороне соперника, учитывая правило о достоинстве фигур. В одной атаке команда имеет 6 попыток, по количеству бит в комплекте.
При этом абсолютно не важно, как будут распределены биты между её участниками, команда это решает сама. Если в команде двое игроков, биты можно распределить поровну, или один может бросить 2 раза, другой 4, или вообще все 6 бросков один, а второй вступить в игру в следующей атаке. Бросать же двум игрокам одновременно или одним игроком несколько бит запрещено.

#### Линия броска
Линия, от которой игроки осуществляют свою атаку. Определяется положением ближайшего кубба в игровой зоне атакующей команды, к базовой линии соперника. Через этот кубб игрок проводит воображаемую линию, параллельно базовой, она и называется линией броска. Игрок может перемещаться параллельно этой линии или отходить назад, но не выходя за пределы боковых линий. Соответственно, если во время атаки все куббы в игровой зоне атакующего находятся на базовой линии, она и будет считаться линией броска.

#### Вбрасывание
Если после завершения одной из атак не был сбит ни один кубб, соперник может сразу приступать к своей атаке.
Если был сбит один или несколько куббов (в соответствии с правилом о достоинстве фигур), игроки потерпевшей потери команды собирают все поверженные куббы и вбрасывают их в игровую зону соперника.
Вбрасывание кубба производится только с базовой линии и при использовании только оригинальной техники!
СтратегияПри вбрасывании надо учитывать, что после того как ваши куббы окажутся в игровой зоне соперника, они станут играть против вас, в соответствии с правилами очерёдности их придётся сбивать в первую очередь. А потому игрок должен стремиться, чтобы при вбрасывании куббы останавливались сразу за центральной линией, ближе к его линии броска, и падали наиболее кучно, что повысит вероятность одной битой сбить несколько куббов. Также не стоит вбрасывать куббы слишком близко к королю, так как это повысит риск его задеть, что в свою очередь может повлечь за собой поражение.

#### Ошибки вбрасывания
Если вбрасывая игрок не попал в игровую зону соперника, он имеет право перебросить каждый кубб один раз, но только после остальных.
СтратегияТакже он может воспользоваться оставшимися куббами и во время их вбрасывания попытаться втолкнуть выпавший кубб в зону. Если это сделать не удалось, игроку возвращают выпавший кубб, и он вбрасывает его повторно.
В том случае, если один куб не удалось вбросить в зону два раза, соперник имеет право выставить этот кубб в своей игровой зоне в любом месте на своё усмотрение, но не ближе одной длины биты от короля или любого из колышков.
СтратегияЧасто игроки в этом случае отмеряют нужное расстояние от короля и выставляют куб точно за ним.

#### Выставление
Когда все куббы, сбитые в прошлой атаке, так или иначе оказались в игровой зоне одной из команд, игроки этой команды выходят на поле, чтобы выставить их, то есть перевести в вертикальное положение.
Правила выставления полевого куббаСначала игроки команды-защитника решают между собой, какой конец каждого из куббов будет считаться подножьем, исходя из стратегических целей. Когда это установлено, не отрывая от земли ту сторону подножья, которая уже касается площадки («не ёрзая»), переводите кубб в вертикальное положение, словно открываете дверцу.
Если после вбрасывания всех куббов два или более из них соприкасаются (к этому обычно стремится атакующая команда), они выставляются вместе. Сначала в вертикальное положение, по правилам, следует перевести один, любой из куббов, затем к нему подставляют остальные куббы из соприкасающейся группы, чтобы и в вертикальном положении они также соприкасались.

#### Атака короля
Если в одной из атак команда сумела выбить все полевые и базовые куббы, и при этом у неё из шести данных попыток остались неиспользованные, команда может атаковать короля. Короля можно сбить только с базовой линии.
Сбитый по всем правилам король приносит атакующей команде победу. В том случае, если король был сбит случайно не в свою очередь, атакующая команда получает поражение.

## Варианты правил
Во многих странах и регионах правила могут отличаться. Хотя вариант изложенный выше — самый распространённый, вот некоторые из вариантов:
- В первой атаке игры можно использовать только 4 биты (не 6). Это правило может быть полезным, если мастерство соперников очень высоко. В классическом варианте первая атакующая команда, ни разу не промахнувшись, имеет возможность не дать сопернику шанса ответить.
- Вброшенные куббы, которые соприкасаются, выставляются не рядом, а один на другой.
- Команда, получившая право первого хода, может также выбрать сторону поля.
- Полевой кубб, выбитый дважды, удаляется с поля, это значительно упрощает и ускоряет игру.
- Команда, сбившая базовый кубб не в свою очередь, теряет все оставшиеся попытки в текущей атаке.
- Команда, получившая право атаковать короля, имеет на это только одну попытку в одной атаке, независимо от того, сколько бит у неё осталось.

Напоминаем, что это всего лишь варианты, которые не обязательны к исполнению, а чаще даже нежелательны.

## Чемпионаты
Ежегодно проводятся чемпионаты по кубб на острове Готланд в Швеции, в городе О-Клэр (штат Висконсин) в США, а также в других странах.